# حفل توزيع جوائز الأوسكار السادس
أقيم حفل توزيع جوائز الأوسكار السادس (بالإنجليزية: 6th Academy Awards)‏ يوم 16 مارس 1934 في فندق السفير بضيافة ويل روجرز وفي هذه الدورة، حاز فيلم الموكب على جائزة أفضل فيلم. كما حصلت أفلام الموكب ووداعًا للسلاح وسيدة لمدة يوم على أكبر عدد من الترشيحات، في حين كانت أكثر الجوائز من نصيب فيلم الموكب .

## روابط خارجية
- حفل توزيع جوائز الأوسكار السادس على موقع IMDb (الإنجليزية)